# Chaetophilharmostes chevalieri
Chaetophilharmostes chevalieri är en skalbaggsart som beskrevs av Renaud Maurice Adrien Paulian 1937. Chaetophilharmostes chevalieri ingår i släktet Chaetophilharmostes och familjen Hybosoridae. Inga underarter finns listade i Catalogue of Life.